# Theridion umbilicus
Theridion umbilicus är en spindelart som beskrevs av Claude Lévi 1963. Theridion umbilicus ingår i släktet Theridion och familjen klotspindlar. Inga underarter finns listade i Catalogue of Life.